# Lyttana priapica
Lyttana priapica là một loài bọ cánh cứng trong họ Meloidae. Loài này được Pinto & Bologna miêu tả khoa học năm 1997.